# Christian Scholz (Verleger)

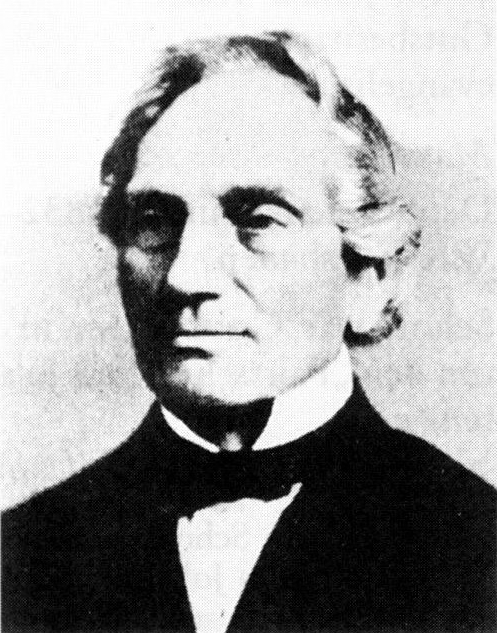
Christian Scholz

Christian Scholz (* 20. Juni 1806 in Wiesbaden; † 21. März 1880 in Mainz) war ein Verleger und Gründer der Deutschkatholischen Gemeinde Mainz (ab 1912: Freireligiöse Gemeinde Mainz). Er war als Politiker Mitglied im Vorparlament der Frankfurter Paulskirche und der Nassauer Landstände.

## Familie
Er kam als das sechste Kind des Firmengründers Joseph Scholz (* 16. April 1768 in Peterwitz/Schlesien, † 12. Juli 1813 in Mainz) in Wiesbaden zur Welt. Sein Vater war ein Sohn des Oberförsters Balzer Scholz. Seine Mutter war Magdalena Catharine Adelburg (geborene Stärk, † 8. Juli 1831), die Tochter des Drehermeisters Stärk. Im Gegensatz zu ihrem Mann, der Katholik war, war sie evangelischer Konfession. Christian Scholz heiratete am 18. Oktober 1829 in Mainz Katharina (geborene May; * 2. Februar 1808 in Biebrich; † 24. Dezember 1875 ebenda), die Tochter des Mühlenbesitzers Bernhard May und dessen Frau Katharina. Aus der Ehe gingen vier Töchter und zwei Söhne hervor, darunter der Dirigent Bernhard Scholz.

## Verleger
Christian Scholz besuchte die Privatschule von Johannes de Laspée in Wiesbaden und arbeitete danach als Handelsreisender für das väterliche Schreibwaren-Unternehmen. Seine Reisen führten ihn nach Holland und in die Schweiz. Der Verlag Jos.Scholz siedelte 1830 nach Mainz, wo Christian Scholz ihn zu einem erfolgreichen internationalen Unternehmen ausbaute. 1832 bis 1835 war er gemeinsam mit seinem Bruder Anton Inhaber, danach Alleininhaber. Bedeutung erlangte der Verlag in der Herstellung von Lithografien für unterschiedliche Verwendungszwecke. Daneben positionierte er sich ab 1840 als einer der ersten Kinderbuchverlage. Die Produktion umfasste „die Bedürfnisse der Kinderwelt“: Bilderbücher, Bilderbögen, Malvorlagen, Gesellschaftsspiele, Papiertheater etc. In den Kinder- und Jugendbüchern sollte Allgemeinwissen und gutes Benehmen vermittelt werden. Daneben publizierte der Verlag Erzählliteratur mit moralischem Anspruch. Die Mainzer Schriftstellerin Kathinka Zitz-Halein (1801–1877) tat sich hier besonders als Verfasserin solcher moralischer Erzählungen hervor. Das Archiv des in den 1970ern aufgelösten Verlages wurde im Krieg 1945 zerstört. Zahlreiche Produkte des Sortiments (Bücher, Papiertheater etc.) finden sich in der Mainzer Stadtbibliothek.
1859 erwarb er die Hammermühle in Biebrich von seinem Schwiegervater. 1862 war er Mitbegründer der Rheinischen Versicherungsgesellschaft in Mainz.

## Politiker
Das frühe Schicksal der freireligiösen Bewegung war eng mit dem der Revolution von 1848/49 verbunden. Als freisinniger Denker begrüßte Scholz die Bewegung dieser Jahre. Er gehörte in Mainz dem gewählten Bürgerkomitee an und war neben führenden Köpfen der Deutschkatholiken, zum Beispiel Johannes Ronge, Robert Blum oder Martin Mohr, auch Mitglied im Frankfurter Vorparlament, das die Nationalversammlung vorbereitete. Hier gehörte er zu jenem Flügel, der die Versammlung für permanent erklären sollte, um so nach dem französischen Vorbild von 1789 ein revolutionäres Organ zu schaffen. Trotz dieser radikalen Gesinnung nahm er im Mainzer Bürgerkomitee eher eine gemäßigte Haltung ein. So distanzierte er sich von den linken Republikanern wie dem Mainzer Rechtsanwalt Franz Zitz und dem Redakteur Ludwig Bamberger. Nach seinem Umzug in das Herzogtum Nassau gehörte Scholz 1864/65 dem Nassauischen Landtag an. Er war in erster Wahl von der Gruppe der Grundbesitzenden im Wahlkreis VI (Wiesbaden) gewählt worden.

## Gründer und Vorsitzender der Deutschkatholiken in Mainz
Zusammen mit dem Ofenfabrikanten J. F. Schneider gründete Scholz 1847 die Deutschkatholische Gemeinde Mainz (später Freireligiöse Gemeinde Mainz), die Teil einer religiösen Reformbewegung war, die sich vom Christentum löste und auf formelle Lehren und Bekenntnisse verzichtete, und war bis 1853 deren Vorsitzender. In dieser Eigenschaft setzte er sich 1851 öffentlich mit dem Mainzer Bischof Ketteler auseinander, der in einem Hirtenbrief die Deutschkatholiken angriff. Der Bischof wetterte gegen den „Geist des Unglaubens“, bezeichnete die Deutschkatholiken als „Unkraut“ und den Deutschkatholizismus als „Irrlehre der Verderbnis“. Für die so Gemaßregelten antwortete Scholz in einem Offenen Brief, in dem er auf die Anerkennung verwies, die seine Gemeinde in Mainz genoss. Auf die beleidigenden Angriffe ging er nicht ein. Ab 1860 übernahm Scholz für ein weiteres Jahrzehnt den Vorsitz. Als solcher gelang ihm und dem Ältestenrat der Gemeinde der Kauf des Mainzer Heilig-Geist-Spitals, in dem nun die Feierstunden der Gemeinde stattfanden.
Mit 73 Jahren starb Christian Scholz. Die Mainzer Zeitung (Nr. 73 vom 23. März 1880) und das Mainzer Tagblatt (Nr. 71 vom 24. März 1880) widmeten ihm ausführliche Nachrufe.